# Landgericht (Roman)
Landgericht ist ein 2012 im Verlag Jung und Jung erschienener Roman von Ursula Krechel, die bis dahin vor allem für ihre Lyrik bekannt war. Das Buch beschäftigt sich mit der deutschen Nachkriegszeit und hat teils dokumentarischen Charakter. Landgericht wurde 2012 mit dem Deutschen Buchpreis ausgezeichnet. Der Roman ist angelehnt an die Geschichte des Richters Robert Bernd Michaelis. Der Roman wurde auch als Hörbuch veröffentlicht; 2014 wurde Frank Arnold dafür mit dem Deutschen Hörbuchpreis als bester Interpret ausgezeichnet.

## Inhalt
Der Roman Landgericht erzählt die Geschichte eines jüdischen Richters, Richard Kornitzer, der 1947 aus dem Exil in Kuba in das Deutschland der Nachkriegszeit zurückkehrt und dort wieder als Richter und Präsident des Mainzer Landgerichts arbeitet. Er stößt jedoch immer wieder auf Ablehnung und Widerstand. Die Widersprüche, die diese Erfahrungen zu seinem Glauben an Recht und Rechtsstaatlichkeit darstellen, machen Kornitzer schwer zu schaffen. Er kämpft um seine Rechte als Vertriebener und versucht gleichzeitig, die durch die Gräuel der Nazizeit verstreute Familie wieder zu versammeln. Letztendlich verliert er diese Kämpfe allerdings und versteht sich selbst als gescheitert. 
Der Roman beginnt mit der Wiederbegegnung von Richard Kornitzer und seiner Ehefrau, die als Arierin eingestuft worden und in Deutschland geblieben war. Er erzählt zunächst vom Wiederankommen Kornitzers und vom wieder Zueinanderfinden der Eheleute, sowie von den Versuchen, sich auch den nach England verschickten Kindern wieder anzunähern. In einem langen Rückblick berichtet der Roman dann von dem Kennenlernen des Paares im Berlin der 1930er Jahre und von den zunehmenden Schwierigkeiten durch das Erstarken des nationalsozialistischen Regimes.

## Rezeption
Die Jury, die dem Roman 2012 den Deutschen Buchpreis zuerkannte, bescheinigte Ursula Krechel, in dem Buch „Bald poetisch, bald lakonisch, ... präzise ihr Bild der frühen Bundesrepublik [zu zeichnen] – von der Architektur über die Lebensformen bis hinein in die Widersprüche der Familienpsychologie“; sie meinte, „Landgericht“ sei „ein bewegender, politisch akuter, in seiner Anmutung bewundernswert kühler und moderner Roman“.
Friederike Gösweiner urteilte für Literaturkritik.de: „Es ist ein wichtiges Buch, eines, das einem als Leser noch lange nachgeht ... weil das Schicksal der Figuren berührt“, und nannte Ursula Krechel eine große Autorin.
Stephan Haselberger schrieb im Tagesspiegel, Ursula Krechel habe mit ihrem Roman „Eine Art Wiedergutmachung für eine Familie, eine Anerkennung ihrer Not, die Aufdeckung eines Missstandes in der Justiz, ja Aufklärung für das gesamte Land“ geschaffen.

## Verfilmung
Ursula Krechels Roman wurde 2017 als Zweiteiler mit dem Titel Landgericht – Geschichte einer Familie verfilmt und im ZDF gesendet. Regie führte Matthias Glasner, in den Hauptrollen sind Ronald Zehrfeld und Johanna Wokalek zu sehen.